# Denys Andrijenko
Denys Andrijowycz Andrijenko, ukr. Денис Андрійович Андрієнко (ur. 12 kwietnia 1980 roku w Eupatorii, w obwodzie krymskim) – ukraiński piłkarz, grający na pozycji obrońcy, a wcześniej pomocnika.

## Kariera piłkarska

### Kariera klubowa
Wychowanek Szkoły Sportowej w Eupatorii, a potem Internatu Sportowego w Symferopolu. W 1997 rozpoczął karierę piłkarską w Dynamo Saki, po czym podpisał kontrakt z Tawriją Symferopol, w składzie którego 8 czerwca 1998 debiutował w Wyższej lidze w meczu z Dynamem Kijów. W rundzie jesiennej sezonu 1999/2000 grał na wypożyczeniu w klubie Tytan Armiańsk. Na początku 2001 przeszedł do Metałurha Donieck. Potem został wypożyczony do Polihraftechniki Oleksandria oraz rosyjskiego SKA-Eniergija Chabarowsk. Na początku 2003 został piłkarzem Krywbasa Krzywy Róg, a w lipcu 2004 został zaproszony do Dnipra Dniepropetrowsk. Zimą 2009 do końca 2010 został wypożyczony do Krywbasa Krzywy Róg.

## Sukcesy
- brązowy medalista Mistrzostw Ukrainy: 2001/02